# 2014 B1A4 Road Trip - READY?
"2014 B1A4 Road Trip - READY?"는 대한민국의 아이돌 그룹 B1A4의 네 번째 콘서트 투어이자, 첫 콘서트 월드 투어이다. 호주, 미국, 중국, 필리핀, 대만, 일본 등 세계의 각국을 돌아 서울에서 마지막 무대를 장식했다. 팬들 사이에서는 로드트립 또는 로드콘으로 불리고 있다. 투어 도중 B1A4의 유튜브 공식 계정에 단편 리얼리티 B1A4 Road Trip - READY? Behind Clip을 공개하기도 했다.

## 투어 일정
| 날짜      | 국가           | 도시         | 장소                          |
| 2014년    | 2014년         | 2014년       | 2014년                        |
| --------- | -------------- | ------------ | ----------------------------- |
| 8월 23일  | 대만           | 타이베이     | NK101                         |
| 8월 30일  | 중국           | 상하이       | 상하이 정대 히말라야 예술센터 |
| 9월 6일   | 필리핀         | 마닐라       | 스마트 아라네트 콜리세움      |
| 9월 18일  | 오스트레일리아 | 멜버른       | 리젠트 극장                   |
| 9월 20일  | 오스트레일리아 | 시드니       | 빅탑 시드니                   |
| 9월 26일  | 일본           | 후쿠오카     | 후쿠오카 선팰리스             |
| 9월 29일  | 일본           | 오사카       | 오사카 아레나                 |
| 9월 30일  | 일본           | 오사카       | 오사카 아레나                 |
| 10월 3일  | 미국           | 뉴욕         | Best Buy Theater              |
| 10월 5일  | 미국           | 시카고       | Rosemont Theater              |
| 10월 8일  | 미국           | 댈러스       | Verizon Theater               |
| 10월 11일 | 미국           | 샌프란시스코 | The Warfield                  |
| 10월 16일 | 일본           | 도쿄         | 도쿄 국제포럼                 |
| 10월 17일 | 일본           | 도쿄         | 도쿄 국제포럼                 |
| 10월 20일 | 일본           | 나고야       | 나고야 아레나                 |
| 11월 15일 | 대한민국       | 서울         | 잠실 실내체육관               |
| 11월 16일 | 대한민국       | 서울         | 잠실 실내체육관               |

## 참고 문서
- B1A4
- B1A4 Road Trip - READY? Behind Clip